# إليزابيث سيرل
إليزابيث سيرل (بالإنجليزية: Elizabeth Searle)‏ (13 يناير 1962 في الولايات المتحدة)؛ روائية أمريكية.